# John Hallock
John Hallock, Jr., född 1783 i Orange County, New York, död 6 december 1840 i Orange County, New York, var en amerikansk politiker. Han var ledamot av USA:s representanthus 1825–1829.
Hallock var ledamot av delstaten New Yorks lagstiftande församling 1816–1821 och deltog 1821 i delstatens konstitutionskonvent. I kongressvalet 1824 blev han invald som anhängare av Andrew Jackson. I representanthuset efterträdde han 1825 Hector Craig och efterträddes 1829 av företrädaren Craig.
Hallock avled 1840 och gravsattes på en familjekyrkogård i Orange County.